# Sudakov-Formfaktor
Die Sudakov-Formfaktoren {\displaystyle \Delta _{F}(Q^{2},q^{2})} beschrieben die Wahrscheinlichkeit des Abstrahlens von Partonen durch Partonen vor und nach dem harten Prozess beim Partonschauer. Die Faktoren geben an, mit welcher Wahrscheinlichkeit ein Parton {\displaystyle F} bei der Entwicklung der Virtualität des Teilchens von {\displaystyle q^{2}} bis {\displaystyle Q^{2}} kein zusätzliches Parton abstrahlt. Man spricht daher von Nichtabstrahlungswahrscheinlichkeiten.

## Herleitung
Grundlage für die Herleitung ist die folgende Differentialgleichung, welche die Abstrahlungshäufigkeit in der Partonevolution nach steigendem {\displaystyle q^{2}} beschreibt:
{\displaystyle {\frac {\mathrm {d} N}{\mathrm {d} (q^{2})}}=-{\frac {N}{q^{2}}}{\frac {\alpha s}{2\pi }}\int _{Q_{0}^{2}/q^{2}}^{1-Q_{0}^{2}/q^{2}}\mathrm {d} zP_{FG}(z)}
Dabei wird mit {\displaystyle F} das Parton vor der Abstrahlung und mit {\displaystyle G} das Parton nach der Abstrahlung bezeichnet. Das abgestrahlte Parton ist durch diese Angaben bereits festgelegt. Die {\displaystyle P_{FG}} sind die unregularisierten Kollinearsplitting-Funktionen (Siehe auch DGLAP-Gleichungen#Splitting-Funktionen.)
Daraus erhält man dann für die Sudakov-Formfaktoren durch Lösen der obigen Gleichung nach {\displaystyle N} und normieren:
{\displaystyle \Delta _{F}(Q^{2},q^{2})=\exp \left(-\int _{q^{2}}^{Q^{2}}{\frac {\mathrm {d} k^{2}}{k^{2}}}{\frac {\alpha s}{2\pi }}\int _{Q_{0}^{2}/q^{2}}^{1-Q_{0}^{2}/q^{2}}\mathrm {d} zP_{FG}(z)\right)}
wobei hier implizit im Exponenten über alle möglichen {\displaystyle G} summiert wird.